# Stellaria elatinoides
Stellaria elatinoides är en nejlikväxtart som beskrevs av Joseph Dalton Hooker. Stellaria elatinoides ingår i släktet stjärnblommor, och familjen nejlikväxter. Inga underarter finns listade i Catalogue of Life.